# コンストラクデッド
コンストラクデッド (Construcdead)は、スウェーデンのデスラッシュバンド。

## 略歴
1999年に、エリク・ティセリウス (Ds)、クリスチャン・エリクソン (G)、リカルド・ダールベリ (G)の3人で結成。結成時は、バンド名もない作曲プロジェクトであった。それから程なくして、解散したフェイス・ダウンのヨアキム・ハルユ (B)が加入。ボーカリストは、Soulquake Systemのダニエル・エングマンに依頼が出されるが、スケジュールの都合で加入することはなかった。その後、ザイアフィングのヘンリク・スヴェグショー (Vo)が加入。しかし、バンドサウンドにフィットしなかったという理由で、ヘンリク・スヴェグショーは短期間で脱退する。その後もボーカリスト不在の期間が続く。この間にヨアキム・ハルユの発案で、バンド名がConstrucdeadとなる。
それからヨナス・サンドベリ (Vo)がセッションを経て正式に加入。1999年に1stデモ『The New Constitution』をリリース。この後、2000年に2ndデモ『Turn』をリリース。このデモではソイルワークのギタリスト、ピーター・ウィッチャーズ (G)がゲスト参加した。同年に、3rdデモ『As Time Bleeds』、2001年に4thデモ『God After Me』をリリース。その後、コールド・レコードと契約し2002年に1stアルバム『Repent』をリリースしデビューする。同アルバムは、日本でもサウンドホリックから日本盤がリリースされ、日本デビューを果たした。
ヨナス・サンドベリが脱退し、ピーター・ツシル (Vo)が加入。レーベルをブラック・ロッジ・レコードに移して、2004年に2ndアルバム『Violadead』をリリース。同年夏に、ヨアキム・ハルユが脱退。ヨアキム・ハルユは、その後フェイス・ダウンを再結成している。ベーシストには、元カーナル・フォージのヨハン・マグヌスソン (B)が加入。2005年の4月に、スタジオ入り2日前にピーター・ツシルとヨハン・マグヌスソンが脱退。ボーカリストには、バンドの友人でザ・ディフェイスドのイェンス・ブローマン (Vo)が加入。また、ベーシストにはヴィクトル・ヘムグレン (B)が加入。同年に3rdアルバム『The Grand Machinery』をリリースする。
その後、ヴィクトル・ヘムグレンとエリク・ティセリウスが脱退する。2007年からは、元シンズ・オブ・オミッションのトーマス・フォルグレン (B)とニクラス・カールソン (Ds)が参加。しかし、短期間でトーマス・ワランダー (B)とクリス・バーケンショー (Ds)に交代している。2009年に4thアルバム『Endless Echo』をリリース。2010年には、クリスチャン・エリクソンが脱退している。この脱退で1stアルバム作成時のメンバーは、ギタリストのリカルド・ダールベリのみとなった。その後、イェンス・ブローマンも脱退し、同年中に解散した。

## メンバー

### 最終メンバー
- リカルド・ダールベリ （(Rickard Dahlberg) - ギター
フェイス・ダウンでも活動。
- トーマス・ワランダー (Thomas Wallander) - ベース
- クリス・バーケンショー (Chris Barkensjö) - ドラムス
カーモス、サーペント・オブセイン、カーナル・フォージ、フェイス・ダウンでも活動。

### 旧メンバー
- ヘンリク・スヴェグショー (Henrik Svegsjö) - ボーカル
ザイアフィングでも活動していた。
- ヨナス・サンドベリ (Jonas Sandberg) - ボーカル
- ピーター・ツシル (Peter Tuthill) - ボーカル
ドッグ・フェイスド・ゴッズ、エボニー・ティアーズ、カーナル・フォージで活動。
- イェンス・ブローマン (Jens Broman) - ボーカル
ダーケイン、ザ・ディフェイスドでも活動。
- クリスチャン・エリクソン (Christian Ericson) - ギター
- ヨアキム・ハルユ (Joakim "Harju" Hedestedt) - ベース
フェイス・ダウンで活動。
- ヨハン・マグヌスソン (Johan Magnusson) - ベース
カーナル・フォージでギタリストとして活動していた。
- ヴィクトル・ヘムグレン (Viktor Hemgren) - ベース
モーネガルム、メイズ・オブ・トーメントでも活動。
- トーマス・フォルグレン (Thomas Fällgren) - ベース
シンズ・オブ・オミッションで活動していた。
- エリク・ティセリウス (Erik Thyselius) - ドラムス
フェイス・ダウン、テラー2000、スカーポイントで活動。
- ニクラス・カールソン (Niklas Karlsson) - ドラムス
スカーポイントでも活動していた。

## ディスコグラフィ

### アルバム
- 2002年 Repent
- 2003年 Violadead
- 2005年 The Grand Machinery
- 2009年 Endless Echo

### デモ・EP
- 1999年 The New Constitution (Demo)
- 2000年 Turn (Demo)
- 2000年 As Time Bleeds (Demo)
- 2001年 God After Me (Demo)
- 2005年 Wounded (EP)

## 参考
- Construcdead Official Web Site内、News及びBiography（英語）
- Encyclopaedia Metallum（英語）